# Adil Abd al-Mahdi
ʿĀdil ʿAbd al Mahdī al-Muntafikī (Baghdad, 1º gennaio 1942) è un politico iracheno, Primo ministro dell'Iraq dal 25 ottobre 2018 al 7 maggio 2020.
Economista, è stato Ministro delle finanze tra il 2004 e il 2005, uno dei Vice Presidenti dell'Iraq tra il 2005 e il 2011 e Ministro del petrolio tra il 2014 e il 2016.
ʿĀdil ʿAbd al Mahdī è un ex membro del potente partito sciita Supremo Consiglio Islamico Iracheno.

## Biografia
ʿĀdil ʿAbd al Mahdī è nato a Baghdad nel 1942, figlio di un chierico sciita già ministro nel periodo monarchico. Ha frequentato il Baghdad College, una scuola superiore di élite dei gesuiti americani. Dopo il diploma ha frequentato l'Università di Baghdad, dove ha ottenuto una laurea triennale in Economia nel 1963. Ha lavorato come segretario per il Ministero degli Esteri iracheno nel 1965, quando era sostenitore del partito Baʿth, che però lasciò per divergenze ideologiche. 

Nel 1969 si è trasferito in Francia, dove ha lavorato in think thanks francesi e redatto riviste in francese ed arabo. Nel 1972 ha ottenuto una laurea specialistica in economia politica dall'Università di Poitiers. In seguito ha ottenuto un dottorato in Economia.

## Carriera politica
Negli anni '70, ʿĀdil ʿAbd al Mahdī era un membro di vertice del Partito Comunista Iracheno. Nel 1967 il partito si divise in due fazioni, Il Comitato Centrale, che era più disposto a collaborare con i governi militari che avevano retto l'Iraq sin dal 1958, e la Leadership Centrale, che rifiutava ogni forma di cooperazione con quelli che considerava regimi anti-progressisti. ʿĀdil ʿAbd al Mahdī si unì alla Leadership Centrale e continuò a essere attivo sino a che questa sparì gradualmente nei primi anni '80. 
Con un voltafaccia clamoroso ʿĀdil ʿAbd al Mahdī si unì agli islamisti quando l'ayatollah Khomeini sradicò i comunisti e le altre opposizioni progressiste in Iran. Ripudiò dunque le sue idee marxiste e dedicò tutto il tempo suo e del suo gruppo politico a propagandare le idee khomeiniste in Francia. Divenne membro del Supremo Consiglio per la Rivoluzione Islamica in Iraq, un partito di opposizione in esilio, formato a Teheran nel 1982 da esuli iracheni.
Nel 2006, ʿĀdil ʿAbd al Mahdī, che era un vice Presidente uscente nel governo transitorio, perse per un voto la nomination nell'Alleanza Irachena Unita a Primo ministro, in antagonismo con Ibrahim al-Ja'fari, che era in carica. Anche quando Nuri al-Maliki fu indicato dall'Alleanza, ʿĀdil ʿAbd al Mahdī era stato preso in considerazione. Venne invece rieletto Vice Presidente, carica dalla quale si dimise il 31 maggio 2011.
Il 26 febbraio 2007 sopravvisse a un tentativo di assassinio che uccise dieci persone. Era già stato bersaglio di due attentati.
Nel 2009, le sue guardie del corpo misero a segno una sanguinosa rapina in una banca di Baghdad.
Nel 2013, ʿĀdil ʿAbd al Mahdī annunciò la sua decisione di rinunciare alla sua pensione di ex Vice Presidente.
Il 2 ottobre 2018, il presidente iracheno Barham Salih lo scelse come Primo ministro dell'Iraq. Il 25 ottobre 2018 ʿĀdil ʿAbd al Mahdī entrò in carica, cinque mesi dopo le elezioni del 2018.
Ad aprile 2019, ʿĀdil ʿAbd al Mahdī si incontrò con la Cancelliera tedesca Angela Merkel a Berlino. Annunciò un piano da 14 miliardi di dollari per migliorare l'infrastruttura elettrica irachena con la cooperazione della compagnia tedesca Siemens.
Nel mese di ottobre 2019 esplodono proteste nelle grandi città irachene contro la corruzione, i servizi pubblici scadenti e la disoccupazione, represse dal governo con oltre 300 morti e 8.000 feriti. In un discorso televisivo il 1º novembre il presidente Salih dichiara che ʿĀdil ʿAbd al Mahdī aveva accettato di dimettersi non appena i partiti avessero scelto il suo successore; al Mahdī presenta il 29 novembre le proprie dimissioni, che vengono accettate dal parlamento il 1º dicembre, ma rimane in carica fino al 7 maggio successivo.